# Гадсон (містечко, Вісконсин)
Гадсон (англ. Hudson) — місто (англ. town) в США, в окрузі Сент-Круа штату Вісконсин. Населення — 8671 особа (2020).

## Демографія
Згідно з переписом 2010 року, у місті мешкала 8461 особа в 2703 домогосподарствах у складі 2385 родин. Було 2767 помешкань
Расовий склад населення:
| - 95,7 % — білих - 2,0 % — азіатів - 0,4 % — чорних або афроамериканців - 0,3 % — корінних американців |

До двох чи більше рас належало 1,3 %. Частка іспаномовних становила 1,5 % від усіх жителів.
За віковим діапазоном населення розподілялося таким чином: 31,4 % — особи молодші 18 років, 63,0 % — особи у віці 18—64 років, 5,6 % — особи у віці 65 років та старші. Медіана віку мешканця становила 38,1 року. На 100 осіб жіночої статі у місті припадало 104,0 чоловіків;  на 100 жінок у віці від 18 років та старших — 102,7 чоловіків також старших 18 років.
Середній дохід на одне домашнє господарство  становив 138 174 долари США (медіана — 115 101), а середній дохід на одну сім'ю — 143 514 долари (медіана — 119 764). Медіана доходів становила 87 716 доларів для чоловіків та 57 256 доларів для жінок. За межею бідності перебувало 1,6 % осіб, у тому числі 1,2 % дітей у віці до 18 років та 3,1 % осіб у віці 65 років та старших.
Цивільне працевлаштоване населення становило 5011 осіб. Основні галузі зайнятості: освіта, охорона здоров'я та соціальна допомога — 20,4 %, виробництво — 18,0 %, роздрібна торгівля — 10,6 %, науковці, спеціалісти, менеджери — 10,6 %.